# Коберно (Кротошинський повіт)
Коберно (пол. Kobierno, нім. Köbern) — село в Польщі, у гміні Кротошин Кротошинського повіту Великопольського воєводства.
Населення — 868 осіб (2011).
У 1975-1998 роках село належало до Каліського воєводства.

## Демографія
Демографічна структура станом на 31 березня 2011 року:
|          | Загалом | Допрацездатний вік | Працездатний вік | Постпрацездатний вік |
| -------- | ------- | ------------------ | ---------------- | -------------------- |
| Чоловіки | 426     | 104                | 292              | 30                   |
| Жінки    | 442     | 107                | 253              | 82                   |
| Разом    | 868     | 211                | 545              | 112                  |